# Textima
Le VEB Kombinat Textima Karl-Marx-Stadt était un combinat industriel de la RDA qui fabriquait des machines textiles et était subordonné au ministère de l'outillage et des machines de traitement. Sa tâche était le développement, la production et la vente de systèmes et de machines pour l'industrie des fibres chimiques, du textile et de l'habillement, pour la production de fil, la fabrication, la finition, le nettoyage textile et la blanchisserie ainsi que la production de pièces de rechange et d'accessoires.
Avec plus de 30 000 employés, Textima était le plus grand fabricant de machines textiles de l'ancien bloc de l'Est jusqu'à l'effondrement de la RDA, mais aussi le quatrième au monde. Il exporta la plupart de ses produits vers l'Union soviétique et d'autres pays du bloc de l'Est, mais aussi vers les pays occidentaux et le tiers monde.

## Histoire
Le précurseur de Textima est l'Association des entreprises publiques (VVB) de machines textiles formée le 1er juillet 1948 à partir de 32 entreprises expropriées. Sous l'égide de cette VVB, trois combinats sont initialement fondés en 1969, chacune avec plusieurs sociétés subordonnées : Kombinat Spinnereimaschinenbau, Kombinat Wirkerei und Strickerei et Kombinat Konfektionsmaschinens. Quelques entreprises sont également restent sous le contrôle direct de la VVB.
En 1978, l'ensemble de la VVB est réorganisé en VEB Kombinat Textima, qui comprend également les trois combinats précédents. La marque TEXTIMA est utilisée sur les produits et en partie aussi dans les noms d'entreprises depuis le début des années 1950 ; En 1960, une association de marques Textima e.V. est fondée, qui s'occupe de la protection internationale de la marque. L'exportation de machines textiles est gérée par Unitechna Außenhandelsgesellschaft mbH, basée à Berlin (Est), puis par la propre société de commerce extérieur Textima Export-Import. Le combinat est également membre de l'organisation Intertextilmasch à Moscou, qui favorise la coordination et la division du travail entre les pays membres du CAEM.
Textima AG est fondée en 1990 pour succéder au combinat. Les filiales sont progressivement privatisées ou fermées individuellement. Textima AG est conseillée par l'entrepreneure autrichienne Ingrid Moser. En 1996, Textima AG est liquidée. Le propriétaire actuel du nom et des droits de marque sur la marque est Textima Import Export GmbH, basée à Berlin.
Le combinat Textima produisait également des appareils pour d'autres fabricants, comme Acosta dans le domaine des fers à repasser qui avait fait fabriquer par Textima une machine à repasser sous le nom d'Acosta Version.

## Membres du combinat
- Spinnereimaschinenbau Karl-Marx-Stadt, maison-mère, transféré dans Chemnitzer Spinnereimaschinenbau GmbH (CSM), inzwischen liquidé
- Spinn- und Zwirnereimaschinenbau Karl-Marx-Stadt, 1991 devenue Barmag puis Barmag-Spinnzwirn GmbH
- Malimo Textilmaschinenbau Karl-Marx-Stadt, transféré dans Malimo KARL MAYER Textilmaschinenfabrik GmbH
- Nadel- und Platinenfabrik Karl-Marx-Stadt (NaPlaFa), aujourd'hui Sächsische Nadel- und Platinenfabriken GmbH
- Nähmaschinenwerk Altenburg, aujourd'hui Werkzeug- und Maschinenbau GmbH Altenbourg
- Nähmaschinenwerk Wittenberge, production de machines Naumann, Singer et Veritas, liquidé en 1992
- Presatex Apolda, 1991 transféré dans Presatex GmbH, 1993 liquidé
- Schär- und Spulmaschinenbau Burgstädt, zuvor Textilmaschinenfabrik Alois Schlick, transféré en 1993 dans Homatec Maschinenbau GmbH, à partir de 2001 Homatec Industrietechnik GmbH
- Spezialnähmaschinenwerk Mühlhausen, Ledernähtechnik und Kettelmaschinen, aujourd'hui CL Maschinenbau GmbH
- Spinnereimaschinenbau Leisnig, transféré dans Mechanik Leisnig GmbH, à partir de mai 2013 fait partie du groupe d'entreprises Partzsch* Spindelfabrik Hartha, transféré dans Spindelfabrik Hartha GmbH
- Spindelfabrik Neudorf, transféré dans Spindelfabrik Neudorf GmbH* Strickmaschinenbau Karl-Marx-Stadt, production des machines à tricoter et de bicyclettes pour Diamant
- Textima Teilefertigung Niederwürschnitz, transféré dans MN Maschinenbau Niederwürschnitz GmbH
- Textilmaschinenbau Aue, transféré dans Gematex Textilveredlungsmaschinen GmbH
- Textilmaschinenbau Gera, transféré dans Moenus Textilmaschinen GmbH (depuis 2007 : Interspare GmbH)
- Textilmaschinenbau Großenhain, aiguilles et mèches, transféré dans Großenhainer Textilmaschinen GmbH
- Textima-Forschung, transféré dans Chemnitzer Textilmaschinenentwicklung gGmbH
- Textima-Projekt, transféré dans TEXPROJEKT Industrieanlagen GmbH
- Textima Teilefertigung Gardelegen, transféré dans AKT GmbH (Insolvenz Jan. 2011), aujourd'hui Boryszew Group
- Wäschereimaschinenbau Forst, transféré dans FORMATEC Wäschereimaschinenbau GmbH, liquidé en 2000
- Wirkmaschinenbau Karl-Marx-Stadt, transféré dans Wirkbau Chemnitz GmbH, liquidé en 1994
- Wirkmaschinenbau Limbach, transféré dans SL-Spezialnähmaschinenbau Limbach GmbH & Co. KG
- Webstuhlbau Karl-Marx-Stadt, Teppichwebmaschinen, transféré dans SCHÖNHERR WEBA GmbH, à partir de 1994 Ventana-Gruppe, Wien